# 2021 Poincaré
A 2021 Poincare (ideiglenes jelöléssel 1936 MA) a Naprendszer kisbolygóövében található aszteroida. Louis Boyer fedezte fel 1936. június 26-án.